# Старченко Роман Леонідович
Роман Леонідович Старченко (рос. Роман Леонидович Старченко; 12 травня 1986, м. Усть-Каменогорськ, тепер Оскемен) — казахський хокеїст, центральний нападник. Виступає за «Барис» (Астана) у Континентальній хокейній лізі. 
Вихованець хокейної школи «Барис» (Астана). Виступав за «Барис» (Астана), «Торпедо» (Усть-Каменогорськ). 
У складі національної збірної Казахстану учасник чемпіонатів світу 2006, 2008 (дивізіон I), 2009 (дивізіон I), 2010, 2011 (дивізіон I) і 2012. У складі молодіжної збірної Казахстану учасник чемпіонатів світу 2005 (дивізіон I) і 2006 (дивізіон I). У складі юніорської збірної Казахстану учасник чемпіонату світу 2002 (дивізіон I).
Досягнення
- Чемпіон Казахстану (2005, 2007).